# Jorge Baca Campodónico
Jorge Francisco Baca Campodónico (Chiclayo, Lambayeque, 22 de junio de 1950) es un ingeniero electrónico, economista y político peruano. Fue ministro de Economía y Finanzas durante el gobierno de Alberto Fujimori entre junio de 1998 y enero de 1999.

## Biografía
Nació el 22 de junio de 1950. Estudió Ingeniería Electrónica en la Universidad Nacional de Ingeniería, luego de ello realizó una maestría en Econometría en el Instituto Tecnológico de Massachusetts (MIT) y otra en Matemáticas con mención en Economía en la Universidad de Mánchester. Posteriormente realizó una maestría en Econometría y un doctorado en Economía en la Universidad de Mánchester.
Desde 1987 hasta 1995 fue gerente del área de Estudios Económicos de Bunge & Born y posteriormente economista jefe de la multinacional con sede en São Paulo, Brasil.
Tras salir del Gobierno fujimorista, trabajó para el Banco Interamericano de Desarrollo y para el Fondo Monetario Internacional. Actualmente se desempeña como consultor internacional en las áreas de política fiscal y la implementación de modelos de equilibrio general para la elaboración de marcos multianuales de medio plazo de política fiscal y macroeconómica.

## Vida política
En 1996, inició su participación en el gobierno de Alberto Fujimori siendo nombrado gerente del Instituto Peruano de Economía, cargo que ejerció hasta 1997, cuando fue nombrado titular de la Superintendencia Nacional de Administración Tributaria, el cual dejó en junio de 1998.
El 6 de junio de 1998, fue nombrado ministro de Economía y Finanzas, al que renunció en enero de 1999.

## Problemas con la justicia
En febrero de 2003, fue detenido por la Interpol mientras se desempeñaba como asesor del Fondo Monetario Internacional en Argentina ante la existencia de una orden de captura internacional con fines de extradición librada por la Justicia peruana por los delitos de corrupción, asociación ilícita, ocultamiento de pruebas y fraude procesal. Sin embargo, la justicia argentina ordenó la libertad bajo fianza tras estar menos de cuatro días encarcelado. Desde esa fecha permaneció en Buenos Aires hasta julio de 2007, cuando se concretó la extradición. La extradición se concretó porque el doctor Baca se allanó voluntariamente a ella, considerando que el cambio de gobierno de Toledo para Alan García cambiaba el escenario político de persecución política a los ministros de Fujimori.
El 27 de octubre de 2007, Baca Campodónico fue sentenciado a tres años de prisión suspendida y al pago de una reparación equivalente a más de 666 mil dólares por haber avalado el irregular salvataje financiero del Banco Latino en 1998, durante el segundo periodo del gobierno de Alberto Fujimori. Sin embargo permaneció en prisión por 6 meses debido otros dos procesos en la Corte Suprema bajo mandato de detención por los casos de desvío de fondos de los ministerios del Interior y Defensa al Servicio de Inteligencia Nacional y la emisión de decretos de urgencia para la compra aviones MIG 29 y armamento militar. El Dr. Baca ha presentado un recurso de habeas corpus respecto a esta sentencia en consideración de la emisión del reporte de COFIDE no disponible al momento del juzgamiento del Dr. Baca que determina que no hubo irregularidades en el salvataje financiero del Banco Latino. Este reporte ha permitido declarar inocente al Superintendente de Banca y Seguros y a los asesores que participaron en el salvataje del Banco Latino. Por lo que se espera que el proceso de habeas corpus, pidiendo la rectificación de la sentencia proceda como ha ocurrido con todos los otros funcionarios absueltos por el mismo caso.
En febrero de 2008, fue sentenciado por los delitos de cohecho pasivo propio, ocultamiento de documentos y falsedad ideológica, por participar en mayo de 1997 con otros funcionarios públicos de la Superintendencia Nacional de Administración Tributaria en la creación del RUC Sensible, el cual evitó la fiscalización de los ingresos que obtenían los allegados del exasesor presidencial Vladimiro Montesinos.
En 2009 fue exonerado de los cargos del caso de desvío de fondos de los ministerios de Interior y Defensa al Servicio de Inteligencia Nacional y su caso fue archivado definitivamente.
En septiembre de 2011, fue condenado a cuatro años de prisión suspendida por delito de colusión desleal en perjuicio del Estado en la irregular compra de aviones militares a Bielorrusia. Este fallo fue apelado ante la Corte Suprema ante los vicios procesales ocurridos en la primera instancia.
En julio de 2013, la Corte Suprema en última instancia anuló la sentencia de septiembre de 2011 y absolvió de todos los cargos incluyendo el de colusión desleal en perjuicio del Estado en la irregular compra de aviones a Rusia. El fallo de última instancia de la Corte Suprema fue dictaminado por la Corte presidida por el juez San Martín.
Con la absolución de algunos de los cargos dictaminados por la Corte Suprema y finalización de las sentencias de RUC Sensible y el Banco Latino, Baca Campodónico reinició sus labores de consultoría a nivel mundial.